# 한양 88식 소총
88식 또는 한양 88식 소총(중국어: 漢陽八八式步槍)은 중국제 볼트액션 소총으로, 게베어 1888에 기반을 두고 있다. 19세기 말 청나라가 정식으로 채택한 이래, 국공 내전이 끝날 때까지 중화민국의 여러 파벌과 편제에 의해 사용된 표준 소총이었다. 소총의 이름인 "한양"은 소총을 주로 생산했던 한양병기공장에서 따왔다. 중화민국의 표준 소총은 한양 88식 소총에서 중정식 소총으로 대체될 예정이었다. 그러나 새로운 소총의 생산은 수요를 따라가지 못했고, 88식은 중일 전쟁 기간 동안 계속 생산되어 국민혁명군이 장비했다.

## 역사
한양 88식 소총은 독일 게베어 1888을 직접 본뜬 소총으로, 청나라 신건육군가 초기에 실전 배치하였다. 1895년 생산을 시작한 이후, 1904년과 1930년 두 차례에 걸쳐 성능 향상을 위해 개조되었다. 국민혁명군이 창립된 1925년부터 제2차 세계 대전 종전 후인 1940년대 후반까지 88식 소총은 국민혁명군이 사용한 표준 전투소총 중 하나였다. 중국 내 일본군은 한양 88기를 대량으로 나포하여 2선 부대와 중국 위군에게 지급하였다. 또한 중국 공산당은 같은 시기뿐만 아니라 한국 전쟁 기간에도 88식 소총을 사용하였다. 인민해방군이 88식 소총을 사용했을 때, 소총은 민병대가 사용하거나 훈련용 소총으로 사용되었다. 일부 소총은 비엣민에게 공급되기도 했다.
처음에 한양병기공장에서 제조된 이 소총은, 1938년 우한 전투 이후 우한이 함락되면서 충칭의 제21병기공장에서 제작을 담당하게 되었다. 1944년 중정식 소총이 생산되면서 생산이 중단되었다. 1944년 생산 중단 직전까지 총 110만정의 88식 소총이 생산되었다.

## 제원
한양 88식 소총은 기본적으로 게베어 1888을 모방한 것으로, 총검의 연장, 총열 덮개의 부재 등 몇 가지 사소한 차이가 있었다. 이 소총은 발사할 때 공이치기가 잡아당겨지는 볼트 액션 소총으로, 만리허식 탄창은 5발의 7.92×57mm 마우저 탄을 탑재할 수 있었다. 탄창은 5발의 엔블록 클립으로 장전되었고, 마지박 한 발이 약실에 채워졌을 때, 클립은 아래 쪽의 구멍을 통해 탄창에서 떨어지게 되었다. 한양 88식 소총에는 총검도 장착할 수 있었다.
1904년 소총의 디자인은 사격수가 화상을 입지 않게 하기 위해 총신 덮개를 제거하고 그 위에 더 많은 나무를 두는 것으로 변경되었다. 다른 변경 사항으로는 Kar98을 기반으로 한 후방 시야가 포함되었다. 88식 소총의 5발 엔블록 클립은 새로운 탄을 들일 수는 있었지만, 디자인이 크게 바뀌었기 때문에 첨탑형 탄이 필요했으나 정식으로 채택되지는 않았다.
한양 88식 소총은 또한 더 짧고 가벼운 카빈 변형을 가지고 있었는데, 이는 게베르 1891 카빈과 그것의 더 짧은 소총 변형과 비슷하게 정확도와 사거리가 떨어졌음에도 불구하고 더 짧았고 가벼웠다.

## 같이 보기
- 중독합작
- 중정식 소총